# Carbonilcianeto m-clorofenil-hidrazona
Carbonilcianeto m-clorofenil-hidrazona (CCCP) é uma nitrila inibidora de fosforilação oxidativa. Pertence à classe de compostos orgânicos hidrazona.